# Герб Анадыря
Герб городского округа Ана́дырь Чукотского автономного округа Российской Федерации.
Действующий герб утверждён 14 октября 2005 года и внесён в Государственный геральдический регистр Российской Федерации с присвоением регистрационного номера 2025.

## Описание и обоснование символики
Геральдическое описание (блазон) гласит:
В лазури на серебряной волнистой оконечности восстающий прямо и обернувшийся влево золотой улыбающийся медведь с серебряными когтями, держащий справа от себя червлёную рыбу в столб.
Щит увенчан короной достоинства — золотой башенной о пяти видимых зубцах, дополненной лавровым венком того же металла.
Щитодержатели: казак середины XVII века и коренной житель Чукотки.
Первый — золотобородый, в лазоревом кафтане и шапке, подбитых чёрным мехом, в лазоревых же штанах и чёрных сапогах; при золотом поясе — сабля с золотой рукоятью в чёрных, украшенных золотом, ножнах; скрепы чёрного ружья и застежки на кафтане также золотые.
Второй — в злато-червлёной узорной повязке на голове, в червлёных, украшенных золотом и отороченных серебряным мехом, куртке (кухлянке) с откинутым капюшоном и мягких сапогах (торбазах), в золотых штанах (ногавицах); справа при золотом поясе — чёрный с золотой рукоятью нож в червлёных, украшенных золотом, ножнах; лук и стрела также золотые; наконечник и оперение серебряные.
Оба щитодержателя обращены в стороны от щита, каждый привстал на правое колено и целится из своего оружия.
Подножие: заснеженная с проталинами серебряная земля».
Геральдически правая сторона находится слева при виде от зрителя, геральдически левая — справа.
Герб может изображаться как в полной версии (щит с короной и со щитодержателями на подножии), так и в сокращённых вариантах (щит с короной или только щит). Все версии герба равноправны и имеют одинаковый статус.
Авторы герба: Воронин Сергей Иванович, Иванов Дмитрий Валерьевич, Шелковенко Михаил Константинович.

## История

### Первый герб
За основу современного герба взят герб Анадыря, утверждённый исполнительным комитетом горсовета народных депутатов 19 октября 1989 года. Первый герб Анадыря разработан художником Сергеем Ивановичем Ворониным.
Герб 1989 года имел следующее описание: 
В серебряном поле лазуревый пояс, поверх всего стоящий медведь натурального цвета с головой влево, держащий в лапах червлёную рыбу.

### Новое время
25 мая 2004 года Постановлением Совета Депутатов муниципального образования город Анадырь было утверждено Положение о Гербе города Анадырь, которое гласило:
Герб города Анадырь представляет собой геральдический щит, окантованный полосой из желтого металла. В геральдическом щите на фоне горизонтальных равных по ширине полос белого, синего и белого цвета изображена фигура стоящего на задних лапах бурого медведя. В левой лапе медведь вертикально держит рыбу, покрытую чешуйками из желтого металла, которую придерживает правой лапой. Голова медведя повернута вправо. В верхней части геральдического щита на горизонтальном прямоугольном поле красного цвета расположена надпись „Анадырь“, выполненная буквами из желтого металла.
Обоснование символики:
- Полосы белого цвета означают берега Анадырского лимана, на одном из которых находится город Анадырь.
- Синяя полоса символизирует Анадырский лиман, омывающий набережные города.
- Бурый медведь символизирует мощь России, а также богатую природную среду Чукотки.
- Рыба в лапах медведя обозначает Анадырь как центр добычи рыбы.
- Герб города Анадырь может исполняться в цветном, черно-белом и графическом вариантах в различных материалах и технике, а также может быть масштабирован.
- Соотношение высоты Герба города Анадырь к его ширине — 10:7».[2]